# Машін Сазі
Футбольний клуб Машін Сазі Табріз або просто «Машін Сазі» (перс. باشگاه فوتبال ماشین‌سازی تبریز‎‎) — професіональний іранський футбольний клуб з міста Тебриз, в провінції Східний Азербайджан, який зараз виступає в Іранській Гульф Про Лізі. Після репреватизації в 2014 році команда належить місцевій владі Тебризу. Після 19-річної перерви в вищому дивізіоні чемпіонату Ірану в 2016 році клуб повернувся до Іранської Гульф Про Ліги.
Клуб має дербі з іншим представником міста Тебриз, «Трактор Сазі». Також команда має дружні протистояння з клубами Гостареш Фулад, «Шахрдарі Тебриз», а також дружні відносини з командою «Торпедо» (Москва).

## Історія

### Заснування

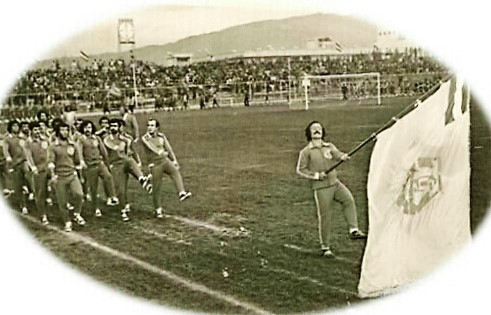
Гравці «Машін Сазі» під час параду на стадіоні «Баг Шомаль», 1969 рік

У 1969 році Machine Sazi Tabriz Industrial Group вирішила створити нову футбольну команду під назвою Машін Сазі. Свій перший офіційний матч ФК «Машін Сазі» (Тебриз) зіграв у 1970 році. Через декілька років Машін Сазі став найбільш підтримуваним футбольним клубом в Тебризі.
В 1973 році було засновано Кубок Тахт Джамшид. Цей турнір став першим загальнонаціональним футбольним чемпіонатом в Ірані й того ж 1973 року Машін Сазі взяв участь в першому розіграші Кубку Тахт Джамшид 1973 року. У цьому турнірі команда виступала в період з 1973 по 1977 роки.

### Після Революції

#### 1980-ті роки

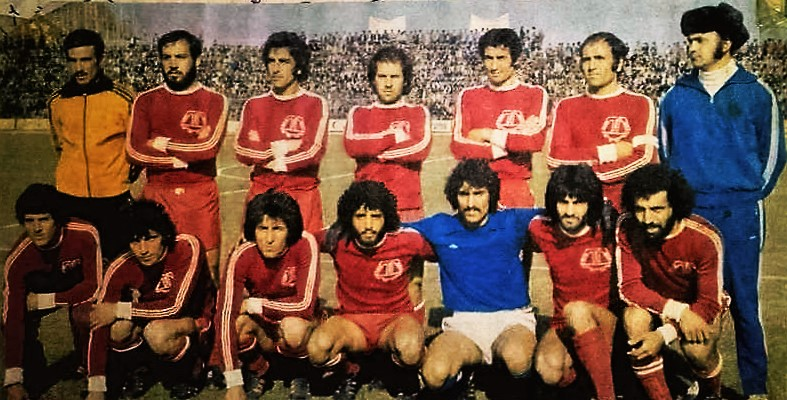
Гравці «Машін Сазі» в червоній формі під час Кубок Тахт Джамшид в сезоні 1973/74 років. Пізніше клубні кольори були змінені на жовтий, блакитний та, дещо пізніше, зелений

Як і більшість спортивних клубів Ірану, Революція та Ірано-іракська війна серйозно обмежила функціонування клубу. З 1979 по 1980 роки клуб практично не брав участі в жодному важливому змаганні. У 1980 році було засновано Футбольну лігу Тебризу та Кубок Хазфі (Тебриз). «Машін Сазі» виступав у Футбольну лігу Тебризу та Кубок Хазфі (Тебриз) у період з 1980 по 1988 роки. «Машін Сазі» став найуспішнішим клубом Футбольної Ліги Тебризу, він 7 разів ставав переможцем цього чемпіонату та ще два рази був віце-чемпіоном. Також команда шість разів ставала переможцем Кубку Хазфі (Тебриз). Після завершення війни місцеві та провінційні ліги були скасовані, а замість них було створено загальнонаціональні ліги.

#### 1990-ті роки
Після війни було засновано загальнонаціональний іранський чемпіонат під назвою Ліга Азадеган. «Машін Сазі» вийшов до неї в 1994 році. Протягом наступних двох сезонів команда виступала в Лізі Азадеган й щоразу займала 8-ме місце. Але в 1997 році клуб вилетів до Ліги 2. «Машін Сазі» грав у цьому дивізіоні в період з 1997 по 2001 роки, допоки не було створено Іранську Про Лігу.

#### 2000-ні роки

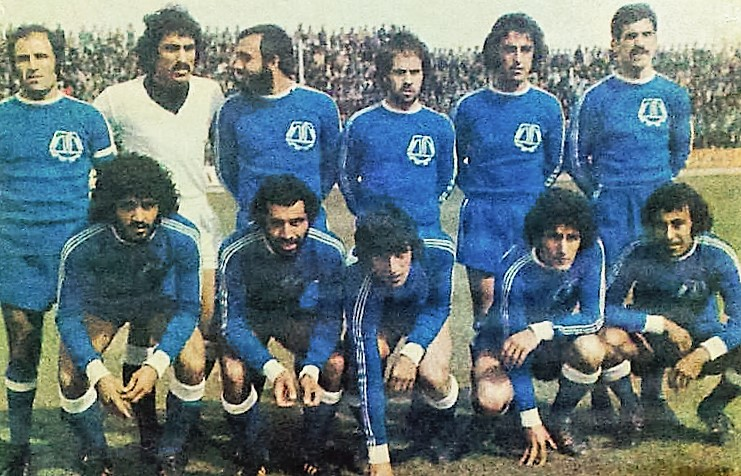
Гравці «Машін Сазі» в 1976 році

Після заснування Іранської Про Ліги в 2001 році «Машін Сазі» потрапив до Ліги Азадеган. Після 3-го місця в наступному ж сезоні, після свого повернення до ліги, «Машін Сазі» став середняком Ліги Азадеган. У сезоні 2007/08 років клуб фінішував на 11-му місці в Лізі Азадеган та вилетів до Ліги 2, але наступного сезону Франська Федерація Футболу вирішила збільшити кількість команд-учасниць в лізі до 28-ми, таким чином Машин Сазі повернувся до Ліги Азадеган.
В сезоні 2008/09 років клуб досить неоднозначно стартував у Лізі Азадеган. 2008 рік в історії клубу ознаменував початок суттєвих змін в команді, через катастрофічний фінансовий стан клубу керівництво вже було не в змозі виплачувати заробітню плату, до того ж у клубу були величезні борги. Після погіршення результатів команди, 10 поразок в 12 матчах, Асгар Етебарі був звільнений з посади головного тренера клубу, а його на цій посаді замінив Сірус Байрамі. У березні 2008 року Джавад Шахлаеї був звільнений з посади президента клубу, а Фархата Седагата рада директорів призначила новим президентом клубу. В той же час Саєд Джавад Мусаві став новим головним тренером. «Машін Сазі» в сезоні 2008/09 років посів 13-те місце в Лізі Азадеган. Таким чином, команда вилетіла до Ліги 2.

#### Революція Дабірі
25 квітня 2009 року клуб придбав бізнесмен Шахрам Дабірі, який інвестував в команду значні кошти. Після одного сезону в Лізі 2, «Машін Сазі» придбав ліцензію для участі в Лізі Азадеган та був допущений до змагань в сезоні 2010/11 роках. Після 3-го місця в 2012 році (клубу лише зовсім трохи не вистачило для повернення до Іранської Про Ліги), наступного 2013 року команда вилетіла до Ліги 2. А вже наступного сезону команда змушена була грати пле-оф за право збереження місця в другому дивізіоні, в якому здобула перемогу.

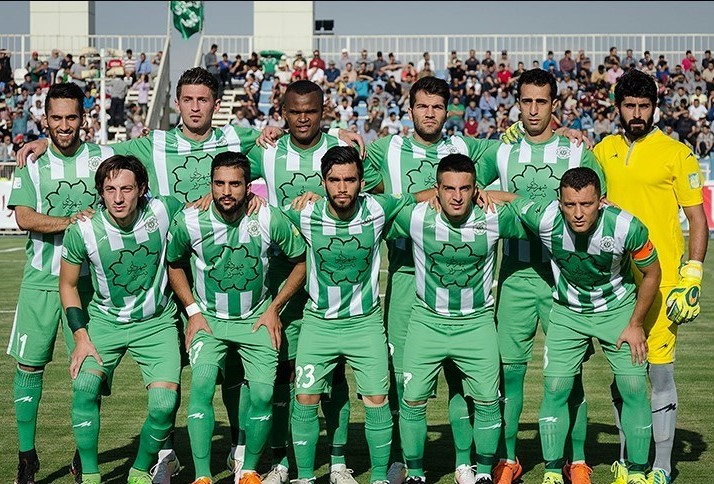
Гравці клубу «Машін Сазі», 2016 рік.

### Іранська Гульф Про Ліга
Після невдалого сезону 2013/14 років міська влада Тебризу повернула собі в власність «Машін Сазі», а новим президентом клубу став Голямреза Багабаді.
У червні 2015 року клуб замінив команду «Шардарі» (Тебриз) як представик Східного Азербайджану в Лізі Азадеган. Взимку 2016 року новим головним тренером «Машін Сазі» був призначений Расул Катібі, який почав створювати умови для повернення команди до Іранської Гульф Про Ліги. 10 травня 2016 року після перемоги з рахунком 3:0 над «Месом Расфанджан», «Машін Сазі» забезпечили собі вихід до Іранської Гульф Про Ліги вперше після 19-річної перерви.
В матчі 5 туру іранського чемпіонату «Машін Сазі» розписали нічию 1:1 з грандом іранського та азійського футболу, командою «Естеґлал».

## Досягнення
- Футбольна ліга Тебризу
  -  Чемпіон (7): 1980/81, 1981/82, 1983/84, 1985/86, 1986/87, 1987/88, 1988/89
  -  Срібний призер (1): 1982/83

- Кубок Хазфі (Тебриз)
  -  Володар (6): 1980/81, 1983/84, 1985/86, 1986/87, 1987/88, 1988/89
  -  Фіналіст (3): 1981/82, 1982/83, 1984/85

- Ліга 2 (Іран)
  -  Чемпіон (1): 1975/76
  -  Срібний призер (2): 1993/94, 2015/16

- Ліга Азадеган
  -  Срібний призер (1): 2015/16
  -  Бронзовий призер (3): 1994/95, 2001/02, 2011/12

## Статистика виступів у національних турнірах
| Сезон   | Дивізіон | Ліга                                   | Міс. | Іг. | В  | Н  | П  | ЗМ | ПМ | О  | Кубок Ірану  | Примітки              | Кубок Хазфі (Тебриз) |
| ------- | -------- | -------------------------------------- | ---- | --- | -- | -- | -- | -- | -- | -- | ------------ | --------------------- | -------------------- |
| 1971/72 | 1-ий     | Регіональна                            | 3    | 3   | 1  | 1  | 1  | 3  | 3  | 3  | не стартував | 3-тє місце (Регіон A) |                      |
| 1973/74 | 1-ий     | Кубок Тахт Джамшид                     | 12   | 22  | 1  | 5  | 16 | 11 | 48 | 8  | не стартував | Вибування             |                      |
| 1974/75 | 2-ий     | 2-ий дивізіон                          | 6    | 22  | 8  | 5  | 10 | 30 | 29 | 29 | не стартував |                       |                      |
| 1975/76 | 2-ий     | 2-ий дивізіон                          | 1    | 6   | 5  | 1  | 0  | 10 | 4  | 11 | 1/8 фіналу   | Підвищення            |                      |
| 1976/77 | 1-ий     | Кубок Тахт Джамшид                     | 9    | 30  | 8  | 16 | 6  | 23 | 23 | 32 | 1/16 фіналу  |                       |                      |
| 1977/78 | 1-ий     | Кубок Тахт Джамшид                     | 10   | 30  | 9  | 10 | 11 | 20 | 23 | 28 | не стартував |                       |                      |
| 1978/79 | 1-ий     | Кубок Тахт Джамшид                     | 11   | 12  | 4  | 4  | 4  | 11 | 15 | 12 | не стартував | після 12-го тупу      |                      |
| 1980/81 | 1-ий     | Регіональна Ліга Східного Азербайджану | 2    | 9   | 6  | 2  | 1  | 19 | 10 | 14 | не стартував |                       | Кубок                |
| 1981/82 | 1-ий     | Регіональна Ліга Східного Азербайджану | 1    | 10  | 8  | 2  | 0  | 19 | 5  | 18 | не стартував |                       | Фіналіст             |
| 1982/83 | 1-ий     | Регіональна Ліга Східного Азербайджану | 3    | 11  | 4  | 4  | 3  | 17 | 6  | 12 | не стартував |                       | Третій раунд         |
| 1983/84 | 1-ий     | Регіональна Ліга Східного Азербайджану | 2    | 10  | 6  | 3  | 1  | 12 | 6  | 15 | не стартував |                       | Кубок                |
| 1984/85 | 1-ий     | Регіональна Ліга Східного Азербайджану | 1    | 11  | 10 | 1  | 0  | 29 | 10 | 21 | не стартував |                       | Кубок                |
| 1985/86 | 1-ий     | Регіональна Ліга Східного Азербайджану | 1    | 20  | 16 | 1  | 4  | 39 | 30 | 49 | не стартував |                       | Кубок                |
| 1986/87 | 1-ий     | Регіональна Ліга Східного Азербайджану | 1    | 20  | 17 | 2  | 1  | 30 | 15 | 53 | Третій раунд |                       | Кубок                |
| 1987/88 | 1-ий     | Регіональна Ліга Східного Азербайджану | 1    | 20  | 16 | 3  | 1  | 34 | 26 | 51 | 1/8 фіналу   |                       | Кубок                |
| 1988/89 | 1-ий     | Регіональна Ліга Східного Азербайджану | 1    | 20  | 14 | 1  | 5  | 28 | 28 | 43 | 1/16 фіналу  |                       | Кубок                |
| 1989/90 | 1-ий     | Ліга Кодс                              | 6    | 20  | 7  | 7  | 6  | 19 | 18 | 21 | 1/16 фіналу  |                       |                      |
| 1990/91 | 2-ий     | Ліга 2                                 | 4    | 14  | 7  | 4  | 3  | 20 | 10 | 18 | Третій раунд |                       |                      |
| 1991/92 | 2-ий     | Ліга 2                                 | 8    | 24  | 4  | 7  | 13 | 22 | 23 | 19 | не стартував |                       |                      |
| 1992/93 | 2-ий     | Ліга 2                                 | 7    | 26  | 9  | 11 | 6  | 27 | 20 | 29 | не стартував |                       |                      |
| 1993/94 | 2-ий     | Ліга 2                                 | 2    | 26  | 12 | 11 | 3  | 40 | 20 | 35 | 1/32 фіналу  | Підвщення             |                      |
| 1994/95 | 1-ий     | Ліга Азадеган                          | 3    | 22  | 9  | 7  | 6  | 27 | 26 | 25 | 1/16 фіналу  |                       |                      |
| 1995/96 | 1-ий     | Ліга Азадеган                          | 8    | 30  | 11 | 8  | 11 | 35 | 38 | 41 | 1/8 фіналу   |                       |                      |
| 1996/97 | 1-ий     | Ліга Азадеган                          | 13   | 30  | 10 | 5  | 15 | 30 | 52 | 35 | 1/16 фіналу  | Вибування             |                      |
| 1997/98 | 2-ий     | Ліга 2                                 | 5    | 18  | 7  | 6  | 5  | 19 | 12 | 27 | не стартував |                       |                      |
| 1998/99 | 2-ий     | Ліга 2                                 | 7    | 16  | 5  | 4  | 7  | 19 | 17 | 19 | 1/32 фіналу  |                       |                      |
| 1999/00 | 2-ий     | Ліга 2                                 | 9    | 34  | 8  | 12 | 14 | 35 | 55 | 36 | Другий раунд |                       |                      |
| 2000/01 | 2-ий     | Ліга 2                                 | 5    | 34  | 12 | 10 | 12 | 45 | 50 | 46 | 1/16 фіналу  |                       |                      |
| 2001/02 | 2-ий     | Ліга Азадеган                          | 3    | 20  | 9  | 5  | 6  | 28 | 19 | 32 | 1/16 фіналу  |                       |                      |
| 2002/03 | 2-ий     | Ліга Азадеган                          | 9    | 30  | 9  | 11 | 10 | 40 | 39 | 38 | Другий раунд |                       |                      |
| 2003/04 | 2-ий     | Ліга Азадеган                          | 7    | 30  | 11 | 8  | 11 | 34 | 32 | 41 | Третій раунд |                       |                      |
| 2004/05 | 2-ий     | Ліга Азадеган                          | 9    | 22  | 6  | 8  | 8  | 18 | 21 | 24 | Третій раунд | Група B               |                      |
| 2005/06 | 2-ий     | Ліга Азадеган                          | 9    | 22  | 6  | 7  | 9  | 21 | 36 | 25 | Перший раунд | Група B               |                      |
| 2006/07 | 2-ий     | Ліга Азадеган                          | 8    | 21  | 5  | 10 | 6  | 12 | 15 | 25 | Другий раунд | Група A               |                      |
| 2007/08 | 2-ий     | Ліга Азадеган                          | 11   | 22  | 3  | 12 | 7  | 15 | 25 | 21 | Другий раунд | Група B               |                      |
| 2008/09 | 2-ий     | Ліга Азадеган                          | 13   | 26  | 5  | 5  | 16 | 21 | 49 | 20 | Другий раунд | Вибування             |                      |
| 2009/10 | 3-ій     | Ліга 2                                 | 4    | 16  | 4  | 8  | 4  | 22 | 19 | 20 | Перший раунд | Замінений             |                      |
| 2010/11 | 2-ий     | Ліга Азадеган                          | 12   | 26  | 7  | 10 | 9  | 30 | 36 | 31 | 1/16 фіналу  |                       |                      |
| 2011/12 | 2-ий     | Ліга Азадеган                          | 3    | 26  | 11 | 8  | 7  | 32 | 25 | 41 | 1/8 фіналу   |                       |                      |
| 2012/13 | 2-ий     | Ліга Азадеган                          | 14   | 26  | 3  | 4  | 19 | 18 | 47 | 13 | Перший раунд | Вибування             |                      |
| 2013/14 | 3-ій     | Ліга 2                                 | 11   | 24  | 6  | 5  | 13 | 26 | 33 | 23 | 1/16 фіналу  |                       |                      |
| 2014/15 | 3-ій     | Ліга 2                                 | 7    | 18  | 5  | 9  | 4  | 20 | 19 | 24 | Третій раунд | Замінений             |                      |
| 2015/16 | 2-ий     | Ліга Азадеган                          | 2    | 38  | 16 | 15 | 7  | 53 | 36 | 63 | Не увійшов   | Підвищення            |                      |
| 2016/17 | 1-ий     | Іранська Гульф Про Ліга                |      |     |    |    |    |    |    |    |              |                       |                      |

## Стадіон

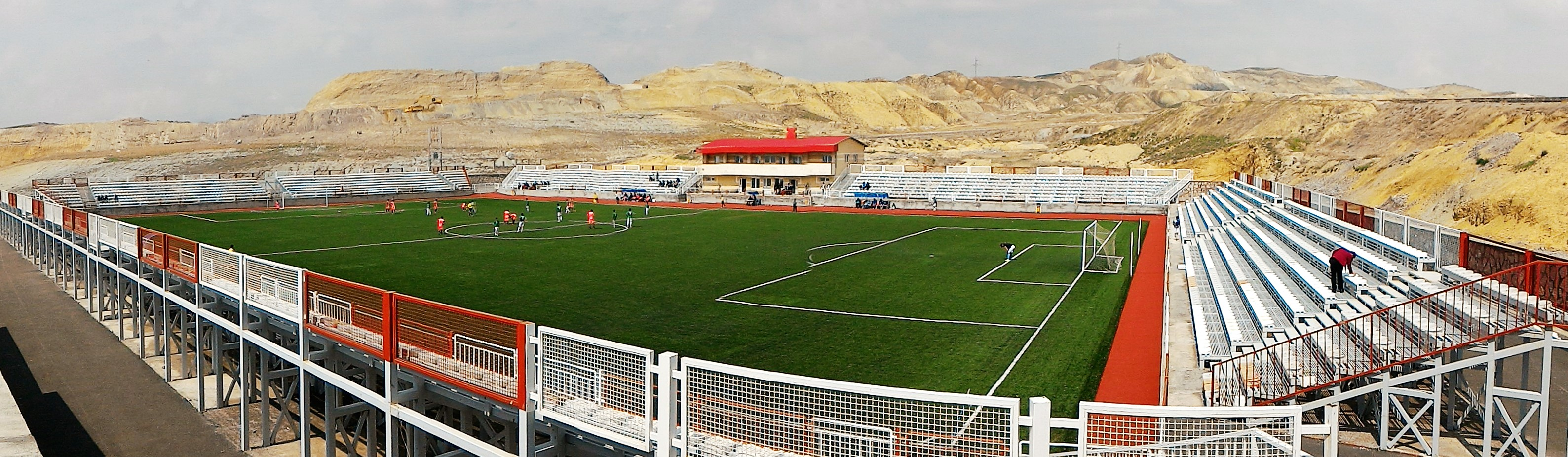
Стадіон «Марздарам» — домашня арена для гравція молодіжної академії клубу та місце тренування гравців основної команди.

До побудови стадіону «Саханд», Машін Сазі всі домашні поєдинки проводив на іншому стадіоні, «Баг Шомал», який зараз вміщує 25 000 уболівальників. Зараз же найважливіші матчі вони грають на стадоні «Саханд». Проте тренуються гравці на стадіоні «Марздан», на якому також проводять свої домашні поєдинки гравці молодіжних команд клубу.

## Клубні кольори
| Білий | Зелений |

## Еволюція форми
|         |
| 1969–71 |

|         |
| 1971–73 |

|         |
| 1973–74 |

|         |
| 1974–75 |

|         |
| 1975–76 |

|         |
| 1976–77 |

|         |
| 1977–82 |

|         |
| 1982–84 |

|         |
| 1984–88 |

|         |
| 1988–03 |

|         |
| 2003–05 |

|       |
| 2005– |

## Склад команди
Станом на 1 липня 2016 року.
| №  | Поз. | Нац.     | Гравець                       |
| -- | ---- | -------- | ----------------------------- |
| 1  | ВР   | Іран     | Мехді Есламі                  |
| 2  | ЗХ   | Іран     | Саеїд Мехдіпур (3-ій капітан) |
| 3  | ЗХ   | Іран     | Хабіб Гордані (віце-капітан)  |
| 5  | ЗХ   | Бразилія | Едсон Енріке да Сильва        |
| 6  | ЗХ   | Іран     | Баман Камель                  |
| 7  | НП   | Іран     | Саман Нариман Джахан          |
| 8  | ПЗ   | Грузія   | Кахабер Какашвілі             |
| 9  | НП   | Іран     | Амін Гасемнеджад              |
| 10 | ПЗ   | Іран     | Ахмад Амір Камбар             |
| 11 | ПЗ   | Іран     | Паям Садегян                  |
| 13 | ПЗ   | Іран     | Саеїд Мехрі U-21              |
| 14 | ПЗ   | Іран     | Андранік Теймурян (капітан)   |
| 16 | ПЗ   | Іран     | Сажжат Рахбар U-23            |
| 17 | ПЗ   | Іран     | Хамед Пакдель                 |

| №  | Поз. | Нац.    | Гравець                |
| -- | ---- | ------- | ---------------------- |
| 18 | ПЗ   | Іран    | Атабек Зареї           |
| 20 | ЗХ   | Іран    | Мохаммад Носраті       |
| 21 | НП   | Іран    | Алі Мікаейлі U-23      |
| 22 | ВР   | Іран    | Сажжат Гараєлі U-23    |
| 23 | ПЗ   | Іран    | Бахрам Ахмаді U-23     |
| 24 | ПЗ   | Іран    | Сохраб Адіб U-23       |
| 25 | НП   | Іран    | Мехран Горбанпур U-23  |
| 26 | НП   | Іран    | Алі Джедді U-21        |
| 30 | ВР   | Іспанія | Мануел Фернандес Муніз |
| 36 |      | Іран    | Сажжат Хоссейнян U-23  |
| 37 | НП   | Іран    | Мердад Байрамі         |
| 55 | ЗХ   | Іран    | Мехді Горейши          |
| –  | ПЗ   | Ірак    | Барзан Шерзад          |

## Керівництво клубу
| Посада             | Ім'я                                                | Національність |
| ------------------ | --------------------------------------------------- | -------------- |
| Президент клубу    | Мір Масум Сохрабі                                   | Іран           |
| Головний тренер    | Расул Катібі                                        | Іран           |
| Тренер             | Хоссейн Катібі                                      | Іран           |
| Assistant managers | Амір Дабашзіаеї Юнес Бахонар Юсеф Хоссейн Бахшизаде | Іран           |
| Менеджер команди   | Сеєд Мохаммад Алаві                                 | Іран           |
| Тренер воротарів   | Дріуш Есфандіарі                                    | Іран           |
| Аналітик           | Садек Пурхоссейн                                    | Іран           |

## Відомі гравці
- Ібрахім Абеднеджад
- Аліреза Акбапур
- Мохаммад Алаві
- Голямреза Багабаді
- Юнес Бахонар
- Мердад Байрамі
- Саеїд Дагігі
- Мосен Делір
- Саеїд Мехдіпур
- Мехді Ісламі
- Фараз Фатемі
- Амін Гасемінеджад
- Саїд Гезелагши
- Надер Гобейшаві
- Мехді Горейши
- Меран Горбанпур
- Хабіб Гордані
- Ісмаїл Халалі
- Хамед Пакдель
- Реза Хассанзаде
- Аттіла Хеджазі
- Саман Наріхан Джахан
- Аліреза Джаранкар
- Бахман Кемаль
- Хоссейн Катібі
- Расул Катібі
- Фарзад Мохаммаді
- Мехді Мохаммадпур
- Мейсам Нагізаде
- Мохаммад Носраті
- Давуд Нуши Суфіані
- Реза Огабі
- Алі Акбар Остад-Асаді
- Джалал Рафкаеї
- Сажжат Рахбар
- Паям Садегян
- Пуя Сейфпанахі
- Юсеф Сеєді
- Шахріяр Ширванд
- Джавід Шокрі
- Андранік Теймурян
- Амір Тізру
- Атабек Зареї
- Хаді Заррін-Саед
- Хагані Мамедов
- Фузулі Маммедов
- Джейхун Султанов
- Кахабер Какашвілі
- Мануел Фернандес Муніз
- Фарход Таджиєв
- Шахаб Захеді

## Відомі президенти
- Мохаммад Алаві (січень 2002 – січень 2008)
- Джавад Шахлаеї (січень 2008 – січень 2009)
- Фархад Садегат (січень 2009 – червень 2009)
- Афшин Дабірі (червень 2009 – вересень 2012)
- Сіна Асле Мохаммадпур (вересень 2013 – січень 2014)
- Нассер Замані (січень 2014 – березень 2014)
- Сіна Асле Мохаммадпур (березень 2014 – вересень 2014)
- Іса Акбарзаде (вересень 2014–2015)
- Мір Масум Сохрабі (2015–теперішній час)

## Відомі тренери
| Name                  | Period                        |
| --------------------- | ----------------------------- |
| Мохаммад Ранджбар     | 1972–1973                     |
| Алі Хашемі            | 1973–1977                     |
| Гарнік Мехрабян       | 1978–1980                     |
| Хоссейн Фекрі         | 1980–1983                     |
| Алі Ширдел            | 1983–1988                     |
| Ягоб Зейналі          | 1988–1989                     |
| Хесам Гользар         | 1989–1990                     |
| Бійок Сабагі          | 1990–1991                     |
| Асіф Намазов          | 1991–1992                     |
| Рахім Менамає Агдам   | 1994–1995                     |
| Нассер Хеджазі        | 1995–1996                     |
| Адріан Сабо           | 1996–1997                     |
| Хамід Надимян         |                               |
| Маджид Джаханпур      | 2001–2002                     |
| Асгар Етебарі         | 2002–2003                     |
| Нассер Хеджазі        | 2003–                         |
| Вагіф Садихов         | 2003–                         |
| Беюкага Гаджиєв       | 2003–2004                     |
| Голамхоссейн Карімпур | 2004–2005                     |
| Ахад Шейхларі         | 2005–2006                     |
| Голямреза Багабаді    | липень 2006 – липень 2007     |
| Алі Нікбахт           | липень 2007 – лютий 2008      |
| Голямреза Багабаді    | лютий 2008 – червень 2008     |
| Асгар Етебарі         | липень 2008 – січень 2009     |
| Сірус Байрамі         | січень 2009 – квітень 2009    |
| Сеєд Джавад Мусаві    | квітень 2009 – жовтень 2010   |
| Ахад Сейхларі         | Oct 2010 – Sept 10            |
| Айюб Зольфагарі       | вересень 2010 – грудень 2010  |
| Зоран Смілевський     | грудень 2010 – червень 2011   |
| Расул Катібі          | червень 2011 – липень 2012    |
| Нассер Ебрахімі       | серпень 2012 – вересень 2012  |
| Аліреза Акбапур       | вересень 2012 – листопад 2012 |
| Асгар Етебарі         | листопад 2012 – січень 2013   |
| Хоссейн Катібі        | січень 2013 – березень 2013   |
| Валі Хатамі           | березень 2013 – серпень 2013  |
| Амір Дабаш Зіаї       | серпень 2013 – вересень 2013  |
| Сеєд Джавад Мусаві    | вересень 2013                 |
| Саїд Паркіде          | вересень 2013 – жовтень 2013  |
| Сеєд Реза Садат       | жовтень 2013 – січень 2014    |
| Омід Тайєрі           | січень 2014 – лютий 2014      |
| Амін Хамль Абаді      | лютий 2014 – березень 2014    |
| Юнес Бахонар          | березень 2014 – квітень 2014  |
| Амір Дадащзіаеї       | Квітень 2014 – вересень 2014  |
| Голямреза Багабаді    | вересень 2014 – червень 2015  |
| Надер Дастеншан       | червень 2015 – листопад 2015  |
| Расул Катібі          | листопад 2015–                |